# Otto – Der Katastrofenfilm
Otto – Der Katastrofenfilm ist eine deutsche Komödie aus dem Jahr 2000 und der fünfte Kinofilm von und mit Otto Waalkes in der Hauptrolle.

## Handlung
Der Film gliedert sich in eine Rahmenhandlung und eine innere Handlung. Während ersterer sitzt der Protagonist Otto auf einer Parkbank im New Yorker Central Park und erzählt neugierigen Touristen seine Lebensgeschichte (Anspielung auf Forrest Gump). Diese ist nachfolgend zusammengefasst.

### Beginn
Otto wird als Sohn eines Landstreichers in einer Scheune geboren (diese Szene ist eine Parodie auf die Geburt Jesu von Nazaret.) Seine Eltern setzten ihn in einem Weidenkörbchen aus (Parodie auf Mose), und er treibt über die ostfriesischen Kanäle und Entwässerungsgräben. Ein alter Fischer findet ihn schließlich und nimmt ihn bei sich zu Hause, in einer urigen Hütte am Pilsumer Leuchtturm, auf.

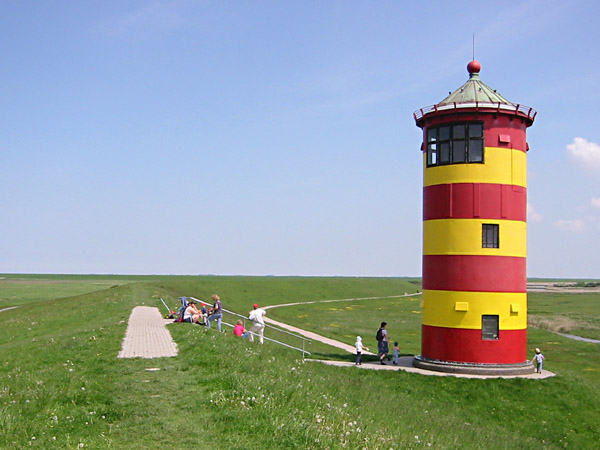
In einer Hütte am Pilsumer Leuchtturm kommt Otto bei einem alten Fischer unter

### Leben in Ostfriesland
Der alte Mann zieht Otto auf, wobei er zum Teil sehr fragwürdige Erziehungsmethoden anwendet. Zudem erzählt er seinem „Enkel“, dass er ein berühmter Seemann war und früher den großen Liniendampfer Queen Henry gesteuert habe.
Der erwachsene Otto führt ein ruhiges Leben. Er verdingt sich als Milchbote und Wattführer in Greetsiel und komponiert touristenfeindliche Musikstücke. Eines Tages stirbt der „Großvater“ und beichtet auf dem Sterbebett, dass er nie ein richtiger Kapitän war. Otto macht sich nach der Beerdigung mit dem Zug auf den Weg nach „Hamburch“.

### Überfahrt
Dort nimmt er an einer Matrosenprüfung teil, um an Bord der Queen Henry zu gelangen, welche im Hamburger Hafen zur Fahrt nach New York City an den Kais liegt. Er wird jedoch als ungeeignet eingestuft und muss eine andere Lösung finden: Er verkleidet sich als Frau und gibt sich erfolgreich als neues Mitglied der Popband Old Speis Görls aus.
Zur selben Zeit wird das Schiff, welches dem japanischen Eigner Manimaka San (eine Anspielung aufs englische „money maker“, dt.: „Geldverdiener“) gehört, bei einer deutschen Versicherung unter dem Vorwand einer wertvollen Fracht zu 300 Prozent überversichert. Die Japaner planen, das Schiff mit Hilfe einer Bombe zu versenken, um die Versicherungssumme zu kassieren. Dazu schicken sie einen Attentäter an Bord. Der Versicherungschef ist jedoch misstrauisch und beauftragt die Agentin Sonja, an Bord zu gehen, um einen möglichen Anschlag zu verhindern.
Fahnder von Interpol suchen den Attentäter und halten Otto für diesen Mann. Zwei verdeckte Ermittler treten die Reise an.

Die Freiheitsstatue – der Endpunkt der Reise der Queen Henry

Auf der Flucht vor ihnen gibt sich Otto während der Fahrt unter anderem als Koch und als Pfarrer aus. Dabei rettet er den Pinguin Max vor dem Tod im Suppentopf und kommt der attraktiven Sonja während der gesamten Reise zunehmend näher.
Schließlich wird der blinde Passagier Otto doch noch gefasst und im Laderaum neben einem Sarg gefesselt, für den eine Seebestattung vorgesehen ist. Des Nachts schleicht sich der Attentäter hinunter und macht die im Sarg versteckte Bombe scharf. Otto gelingt es jedoch, seine Befreiung zu erwirken, und er katapultiert die Bombe über Bord, wo sie direkt neben dem auf einem Schlauchboot flüchtenden Attentäter landet und explodiert.
Die gesamte Mannschaft, anscheinend von Manimaka San informiert, hat sich jedoch in Erwartung des Untergangs der Queen Henry in einem Rettungsboot abgesetzt, so dass das Schiff führerlos ist. Otto übernimmt daher die leere Kommandobrücke und erreicht durch puren Zufall das Ziel der Reise, New York. Er will den Traum seines „Großvaters“ wahr machen und das Schiff in den Hafen von New York steuern. Unmittelbar vor der Ankunft merkt er jedoch, dass sie zu schnell unterwegs sind, zudem lässt sich das Steuerrad nicht mehr bewegen. Die Queen Henry schiebt sich wenig später auf Liberty Island, wo schon eine Massenpanik ausgebrochen ist, und rammt die Freiheitsstatue. Diese bricht daraufhin in sich zusammen.
Im Abspann gehen Otto und Sonja, die ihn mittlerweile über ihre Tätigkeiten aufgeklärt und ihrem Arbeitgeber gekündigt hat, in eine gemeinsame Zukunft.

## Kritik
„Die Lebensgeschichte, die mit einer Parodie auf die Geburt Jesu beginnt, ist weitgehend als Zitatensammlung aus Filmen und Filmgenres angelegt, die sich in dürftigen Späßen erschöpft, die von einem bombastischen Dekor und einer opulenten Kamera noch zusätzlich verkleinert werden. Ohne präzises Zeitgefühl für die Wirksamkeit der wenigen originären Gags versandet der Film in völliger Belang- und Humorlosigkeit.“

## Rezeption
Das Branchenportal Blickpunkt:Film verzeichnet knapp 1,1 Millionen Kinozuschauer für den Katastrofenfilm – das bedeutet den geringsten Zuspruch zu einem der bis dahin fünf im Kino aufgeführten Otto-Filme.

## Drehorte
Die Eisenbahn, mit der Otto fährt, fährt nicht etwa in Ostfriesland, sondern es handelt sich um die Heidekrautbahn bei Berlin. Auch die Szene, in der die Touristen am Bahnhof Greetsiel durch das „Dummer Sack“-Lied vertrieben werden, wurde dort gedreht. Tatsächlich hat Greetsiel bereits seit 1963 keinen Bahnhof mehr; zudem war die einst dort verkehrende Kreisbahn Emden–Pewsum–Greetsiel nicht in Normalspur, sondern in Meterspur ausgeführt.
Die Szenen auf der Reeperbahn in Hamburg wurden im Babelsberger Filmstudio gedreht.

## Trivia
Wie auch in den anderen Otto-Filmen gibt es auch in diesem Film zahlreiche kulturelle und popkulturelle Anspielungen:
- Der Anfang enthält mehrere Referenzen an die Bibel, so ist Ottos Geburt in einer Scheune eine Parodie auf die Geburt von Jesus Christus und die Szene, in der seine Eltern ihn in einem Weidenkorb aussetzen, eine Parodie auf Mose.
- Der Schiffsname Queen Henry ist eine Parodie auf die Queen Mary, und die Schiffsfahrt nach New York, die in einer Katastrophe endet, ist eine Referenz an die Titanic und die damals populäre 1997er Verfilmung.
- Die Popgruppe Old Speis Görls parodiert die Spice Girls und das Parfüm Old Spice. Die Pressekonferenz, an der die Gruppe teilnimmt, ist eine Parodie auf die berühmte Pressekonferenz der Gruppe Tic Tac Toe.
- Die Bewerber bei der Matrosenprüfung werden von einer Tänzergruppe dargestellt (im Abspann Sailors with flags genannt), zu der Detlef Soost und Colin Rich gehören.